# Helmut Opschruf
Helmut Opschruf (* 21. Juli 1909 in Trier; † 30. März 1992 ebenda) war ein deutscher Gewichtheber.

## Werdegang
Helmut Opschruf begann erst im Alter von 16 Jahren mit dem Gewichtheben. Er gehörte dem ASV Trier von 1895 an. Trainiert wurde er hauptsächlich von Paul Trappen.
Obwohl Helmut Opschruf bis in die 1960er Jahre als Gewichtheber aktiv war, beschränkten sich seine herausragenden Leistungen und Erfolge auf die Jahre 1935 und 1936.
Im Jahre 1934 trat er erstmals in Erscheinung, als er bei den Deutschen Kampfspielen in Nürnberg im Mittelgewicht im Fünfkampf mit 467,5 kg den 6. Platz belegte.
Am 10. März 1935 stellte er anlässlich eines Mannschaftskampfes um die sog. Gaumeisterschaft in Trier im Mittelgewicht mit 146 kg einen neuen Weltrekord im beidarmigen Stoßen auf. Der alte Weltrekord war von Rudolf Ismayr, dem Olympiasieger von 1932 gehalten worden. Bei diesem Kampf erzielte Helmut Opschruf auch im olympischen Dreikampf mit 342,5 kg eine hervorragende Leistung.
Im Frühjahr 1936 verbesserte Helmut Opschruf noch zweimal seinen eigenen Weltrekord im beidarmigen Stoßen. Er hob am 19. April 1936 in Benneckenstein/Harz 147,5 kg und am 28. Mai 1936 in Düsseldorf 150,5 kg. Bei der deutschen Meisterschaft 1936 in Essen belegte er im OD mit 357,5 kg (100-112,5-145) den 2. Platz hinter Adolf Wagner aus Essen, der auf 362,5 kg (105-115-142,5) kam und noch vor Rudolf Ismayr aus Freising, der 355 kg (110-107,5-137,5) erzielte.
Bei den Olympischen Spielen 1936 in Berlin wurde Helmut Opschruf nicht im Mittelgewicht, sondern in der nächsthöheren Gewichtsklasse, dem Halbschwergewicht, eingesetzt. In dieser Gewichtsklasse waren seine Chancen natürlich von vorneherein geringer als im Mittelgewicht, weil er für das Halbschwergewicht zu leicht war. Er erzielte in Berlin im OD 355 kg (97,5-110-147,5) und belegte mit dieser Leistung trotz seines Gewichtnachteils einen hervorragenden 4. Platz. Beinahe hätte er mit seiner Leistung die Bronzemedaille gewonnen, denn der deutsche Meister im Halbschwergewicht Eugen Deutsch aus Augsburg agierte bei diesem Wettkampf im Reißen nach einem vom internationalen Kampfgericht als "ungültig" gewerteten Versuch mit 110 kg äußerst nervös und schaffte auch im zweiten Versuch diese Last nicht. Trotzdem steigerte Eugen Deutsch im dritten Versuch auf 115 kg und versagte noch einmal. Er war damit im Reißen ohne gültigen Versuch und hätte ausscheiden müssen. Auf einen Protest der deutschen Mannschaftsführung hin, wurde der erste Versuch von Eugen Deutsch mit 110 kg vom eigentlich dafür gar nicht zuständigen Präsidenten des Internationalen Gewichtheber-Verbandes für "gültig" erklärt. Eugen Deutsch gewann daraufhin mit 365 kg (105-110-150) die Silbermedaille und Helmut Opschruf musste mit dem 4. Platz Vorlieb nehmen.

## Internationale Erfolge
| Jahr | Platz | Wettbewerb   | Gewichtsklasse | Ergebnisse |
| 1936 | 4.    | OS in Berlin | Halbschwer     | mit 355 kg (97,5-110-147,5), hinter Louis Hostin, Frankreich, 372,5 kg (110-117,5-145), Eugen Deutsch, Deutschland, 365 kg (105-110-150) und Ibrahim Wasif, Ägypten, 360 kg (100-110-150) |

## Deutsche Meisterschaften
| Jahr | Platz | Gewichtsklasse | Ergebnisse |
| 1934 | 6.    | Mittel         | mit 467,5 kg im Fünfkampf; Sieger: Rudolf Ismayr, Freising, 510 kg vor Hans Gottschalk, Essen, 495 kg                                    |
| 1936 | 2.    | Mittel         | mit 357,5 kg (100-112,5-145) im OD, hinter Adolf Wagner, Essen, 362,5 kg (105-115-142,5) und vor Rudolf Ismayr, 355 kg (110-107,5-137,5) |

## Weltrekorde
- 146 kg im beidarmigen Stoßen am 10. März 1935 in Trier
- 147,5 kg im beidarmigen Stoßen am 19. April 1936 in Benneckenstein
- 150,5 kg im beidarmigen Stoßen am 28. Mai 1936 in Düsseldorf

Erläuterungen
- OS = Olympische Spiele
- OD = olympischer Dreikampf, bestehend aus beidarmigen Drücken, beidarmigen Reißen und beidarmigen Stoßen
- FK = Fünfkampf, bestehend aus einarmigen Reißen und einarmigen Stoßen und den Übungen des OD
- Mittelgewicht, Gewichtsklasse bis 75 kg, Halbschwergewicht bis 82,5 kg Körpergewicht